# Elliot See
Elliot McKay See Jr. (Dallas, 23 de julho de 1927 – St. Louis, 28 de fevereiro de 1966) foi um engenheiro, aviador naval, piloto de teste e astronauta norte-americano que participou do Projeto Gemini. Ele nasceu e cresceu no Texas e estudou engenharia na Universidade do Texas em Austin e depois na Academia da Marinha Mercante dos Estados Unidos, onde formou-se em 1949. See começou a trabalhar na General Electric depois de sua formatura, permanecendo na empresa até 1953. Foi nesse período que ele conheceu sua esposa Marilyn Denahy, com quem teve três filhos: Sally, Carolyn e David.
See foi convocado em 1953 para o serviço ativo na Marinha dos Estados Unidos, voando por dezesseis meses no esquadrão VF-144 em San Diego, Califórnia. Depois disso serviu nos porta-aviões USS Randolph e USS Boxer, voando um Grumman F9F Panther. Ele saiu do serviço ativo em 1956 e voltou a trabalhar para a General Electric, tornando-se algum tempo depois piloto de teste, voando em várias aeronaves com o objetivo de testar diversos modelos de turbinas criadas pela empresa. No mesmo período ele conseguiu um mestrado em engenharia pela Universidade da Califórnia em Los Angeles.
Foi selecionado em 1962 como parte do Grupo 2 de Astronautas da NASA. Na posição, ajudou a desenvolver os sistemas de navegação e orientação do Projeto Gemini. See serviu como piloto reserva para a missão Gemini V junto com Neil Armstrong, os dois primeiros astronautas civis escolhidos pela NASA até então. Ele seria o piloto da Gemini VIII, porém foi promovido a comandante da Gemini IX. Entretanto, See e seu companheiro de missão Charles Bassett morreram em um acidente aéreo quando seu avião de treinamento, um Northrop T-38 Talon, bateu sob baixa visibilidade em um edifício.

## Infância
Elliot McKay See Jr. nasceu no dia 23 de julho de 1927 na cidade de Dallas, no Texas, filho de Elliot See Sr. e Mamie Drummond. Foi o primeiro de dois filhos, com sua irmã mais nova Sally nascendo algum tempo depois. Seu pai era um engenheiro elétrico que trabalhava na General Electric, enquanto sua mãe tinha trabalhos variados que iam desde publicidade até corretora imobiliária. See por cinco anos participou dos Escoteiros da América e chegou ao nível de Águia Escoteira. Ele estudou no Colégio de Highland Park e fez parte do time do colégio em vários esportes, incluindo boxe. Também fez parte da equipe de tiro do Corpo de Treinamento de Oficiais de Reserva. Se formou na Highland Park em 1945.
Os Estados Unidos tinham entrado na Segunda Guerra Mundial em 1941. See precisou escolher entre ir para a guerra ou ir para faculdade, pois inevitavelmente seria convocado aos dezoito anos. Ele decidiu candidatar-se para treinamento como cadete de aviação. Foi reprovado no exame médico e, segundo o próprio, "ir para a faculdade tornou-se a coisa mais importante". Matriculou-se na Universidade do Texas em Austin e, após alguns meses, entrou na fraternidade Phi Kappa Psi. Enquanto estava na universidade se matriculou para ter aulas de pilotagem, depois recebendo seu certificado de piloto privado.
See candidatou-se para treinamento de oficial militar e conseguiu, em 1945, uma nomeação para a Academia da Marinha Mercante dos Estados Unidos. Como a guerra estava chegando ao fim, a instituição mudou seu currículo para um programa de quatro anos, que era o mínimo necessário para ser um marinheiro mercante em tempos de paz. Passou seu primeiro ano em Pass Christian no Mississippi, onde a Academia da Marinha Mercante tinha um campus satélite, sendo depois transferido para o campus principal em Kings Point, Nova Iorque. Ele comandou a Terceira Companhia como oficial cadete. See foi membro do Clube da Hélice e animador de torcida chefe. Também fez parte da equipe de revezamento de corrida, jogou softball e participou da equipe de boxe. Venceu o Troféu da Tumba do Capitão em dezembro de 1948 por rifle individual e tiro de pistola na capacidade de co-capitão da equipe de tiro. O Congresso autorizou no ano seguinte a Academia da Marinha Mercante a conceder diplomas de bacharel para seus formandos, assim ao se formar See recebeu um diploma, certificado de engenheiro marítimo e uma comissão como oficial da Reserva Naval dos Estados Unidos.

## Carreira

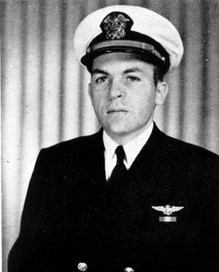
See como tenente (júnior) no USS Boxer, c. 1955

See, depois de se formar, aceitou um trabalho de verão na Lykes Brothers Steamship Company. Em 1º de setembro de 1949 foi trabalhar em Boston, Massachusetts, na Divisão de Turbinas Aéreas a Gás da General Electric, o local onde seu pai trabalhava. Ele depois se mudou para Cincinnati, Ohio, quando a divisão foi transferida. Foi lá que ele conheceu Marilyn Jane Denahy, que também trabalhava na General Electric como secretária. Ele e seu amigo Tay Haney juntaram dinheiro para comprarem uma aeronave Luscombe Silvaire Sprayer, em que voavam em viagens pelo país. Em novembro de 1962, enquanto See levava Marilyn para um passeio, o motor do Luscombe começou a falhar. Ele tentou pousar em um campo pequeno e irregular, porém a roda da cauda cortou um fio de energia e fez o avião bater no chão. See sofreu cortes profundos em seu rosto, necessitando cirurgia plástica, enquanto Marilyn escapou do acidente apenas com ferimentos leves.
Em 1953, ele foi trabalhar como engenheiro de teste de voo nas instalações da General Electric em Evendale, Ohio. Foi, assim como muitos reservistas, convocado para o serviço ativo devido à Guerra da Coreia. See inicialmente foi designado para a Estação Aeronaval de Miramar, perto de San Diego na Califórnia. Se casou com Marilyn em 30 de setembro de 1954, antes de ser enviado para uma viagem de serviço de seis meses como aviador naval, voando um Grumman F9F Panther junto ao Esquadrão de Caças 144 (VF-144), parte do Grupo Aéreo 14. Foi designado para o Mar Mediterrâneo a bordo do porta-aviões USS Randolph, que retornou aos Estados Unidos em junho de 1955.
See passou por mais treinamentos na Estação Aeronaval de El Centro na Califórnia e, em outubro, embarcou com a VF-144 para uma viagem operacional a bordo do porta-aviões USS Boxer, que fazia parte da Força-Tarefa 77. Eles viajaram para o Havaí, Japão, Filipinas e Hong Kong. See trabalhou principalmente em manutenção, porém também ficou proficiente em pousos em porta-aviões. Ele já estava na patente de tenente-comandante quando a viagem terminou. See retornou para casa em fevereiro de 1956, em tempo de acompanhar o nascimento de sua primeira filha, Sally. Ele e Marilyn teriam mais dois filhos: Carolyn em 1957 e David em 1962.
Voltou para a General Electric em 1956, depois da finalização de sua viagem de serviço. Tornou-se líder de grupo e piloto de teste experimental na Base Aérea Edwards, onde a Força Aérea dos Estados Unidos realizava seus voos testes. See serviu como piloto de projeto no desenvolvimento do motor General Electric J79-8, usado no McDonnell Douglas F-4 Phantom II. Também realizou voos testes com os motores J47, J73, J79 e CJ805, o que envolveu voar no F-86 Sabre, XF4D Skyray, F-104 Starfighter, F11F-1F Super Tiger, B-66 Destroyer e T-38 Talon. Ele trabalhou, a partir de 1960, uma noite por semana para conseguir seu mestrado, conquistando-o em 1962 pela Universidade da Califórnia em Los Angeles no campo de engenharia aeronáutica. See continuou a voar com a Reserva Naval, por fim sendo promovido a comandante.

## Astronauta

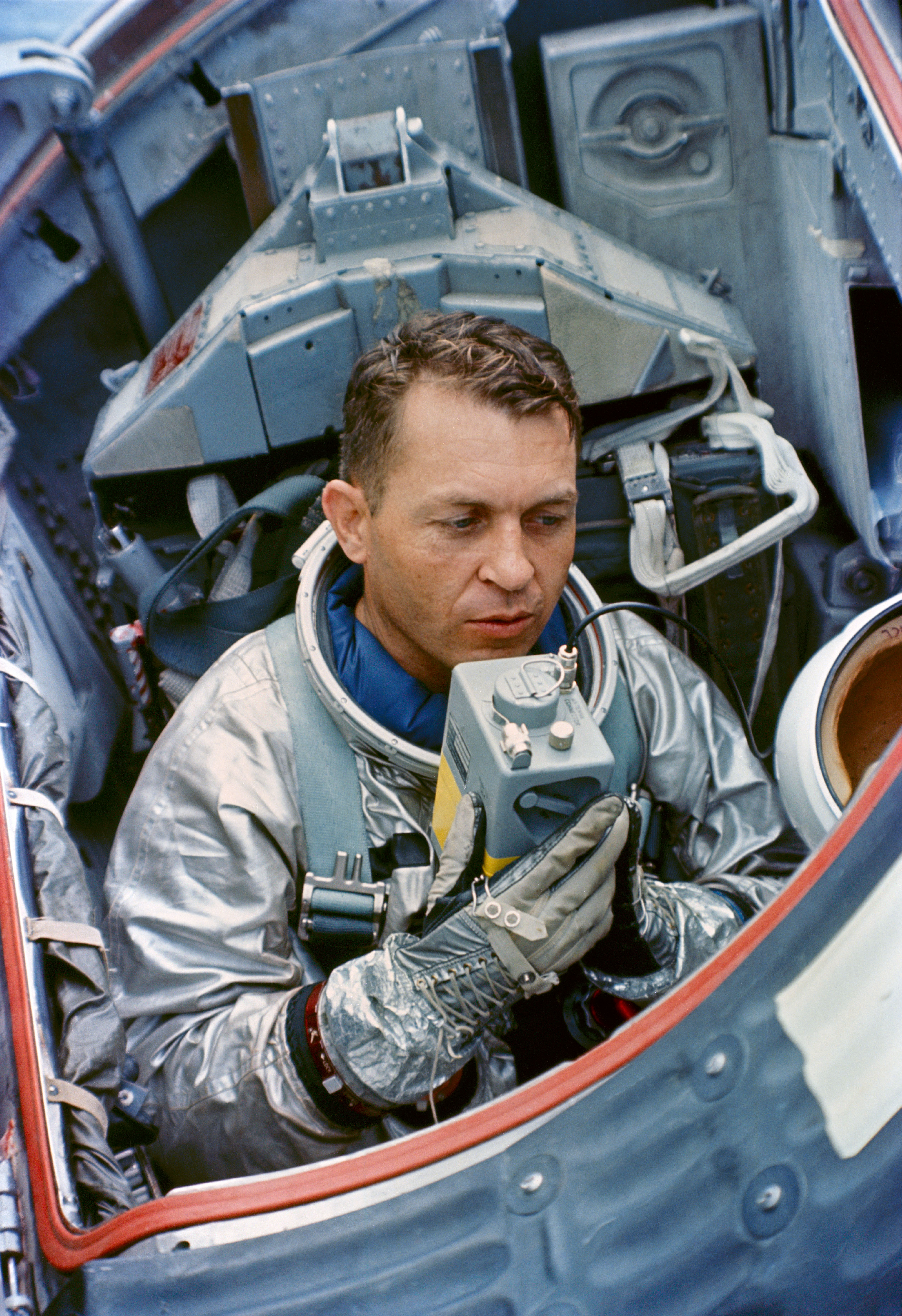
See em julho de 1965 durante treinamentos para a Gemini V

See candidatou-se em 1962 para se tornar um astronauta da NASA. Ele avançou por um processo de seleção que envolvia avaliações preliminares, exames e testes médicos e entrevistas, sendo escolhido junto com outros oito para entregar o Grupo 2 de Astronautas da NASA. Tinha 35 anos na época, o mais velho do grupo. Ao ser escolhido, See afirmou: "Sobrecarregado não é a palavra certa. Fiquei maravilhado e certamente satisfeito. É uma grande honra". Ele tinha mais de 3,9 mil horas de voo na época de sua seleção, incluindo mais de 3,3 mil em aeronaves a jato. Ele dirigiu de Edwards junto com Neil Armstrong, os dois primeiros astronautas civis da NASA, seguindo para seu novo local de trabalho em Houston, onde o Centro de Espaçonaves Tripuladas estava sendo construído.
Cada astronauta era designado, pelo Escritório dos Astronautas, para uma competência, uma área especial em que poderiam desenvolver uma especialidade. O conhecimento adquirido poderia então ser compartilhado com os outros; além disso, esperava-se que esse astronauta proporcionasse o ponto de vista e opinião dos pilotos para os engenheiros e projetistas. A área de especialidade de See eram os sistemas elétricos e sequências da espaçonave e coordenação com o planejamento da missão. Ele ficou encarregado de determinar se uma alunissagem tripulada deveria ocorrer sob luz direta do Sol ou com luz indireta refletida da Terra. See, para ajudar a tomar sua decisão, voou em helicópteros e aviões usando óculos de soldagem especiais com o objetivo de simular diferentes condições de iluminação. Ele também pousou helicópteros junto com Jim Lovell em fluxos de lava a fim de simular o terreno da Lua.
See foi designado em 8 de fevereiro de 1965 como piloto reserva da Gemini V, com Armstrong de comandante reserva. Foram os primeiros civis selecionados para uma missão espacial. A Gemini V foi lançada em 21 de agosto. Um problema das células de combustível foi descoberto no começo do voo e os controladores de voo consideraram abortar a missão. See tinha trabalhado junto com a General Electric no desenvolvimento das células e estava confiante que poderia encontrar uma solução. O diretor de voo Christopher C. Kraft deu 24 horas para que uma solução fosse encontrada ou a missão seria abortada. Depois de uma noite inteira de trabalho, o problema foi diagnosticado e procedimentos para o concerto foram desenvolvidos, o que permitiu que a missão continuasse.
Ele foi o comunicador com a capsula no Centro de Espaçonaves Tripuladas durante a missão conjunta Gemini VII e Gemini VI-A, realizada em dezembro de 1965. Sob a rotação normal das tripulações, elaborada pele ex-astronauta Donald Slayton, o Diretor de Operações de Tripulações de Voo, Armstrong e See, como os reservas da Gemini V, seriam os titulares para a Gemini VIII. Os dois treinaram para a Gemini V no decorrer de 1965, com boa parte de seu treinamento sendo passado dentro de simuladores da espaçonave Gemini. Eles voavam constantemente entre o Centro Espacial John F. Kennedy na Flórida, onde os lançamentos ocorriam, para a Carolina do Norte, a fim de desenvolverem os experimentos que seriam realizados em voo, e para a McDonnell Aircraft no Missouri, onde a espaçonave era construída.
David Scott acabou substituindo See como o piloto da Gemini VIII, quebrando a rotação normal de Slayton. O próprio Slayton afirmou décadas depois que não designou See para a Gemini VIII por considerá-lo fora de forma para realizar uma atividade extraveicular. Ralph Morse, fotógrafo da revista Life, perguntou a Armstrong o motivo de See não ter sido designado também para a Gemini VIII, com o astronauta respondendo que "Elliot é um piloto muito bom para não ter um comando próprio". See foi promovido em outubro de 1965 para a posição de comandante da Gemini IX, tendo Charles Bassett como seu piloto. Slayton posteriormente disse que apenas designou See para a missão por ter ficado "sentimental" a seu respeito. A Gemini IX seria similar a missão anterior, envolvendo uma caminhada espacial com uma unidade de movimentação e um encontro orbital com o Veículo Alvo Agena. Bassett realizaria a atividade extraveicular enquanto See ficaria dentro da cabine.

### Morte

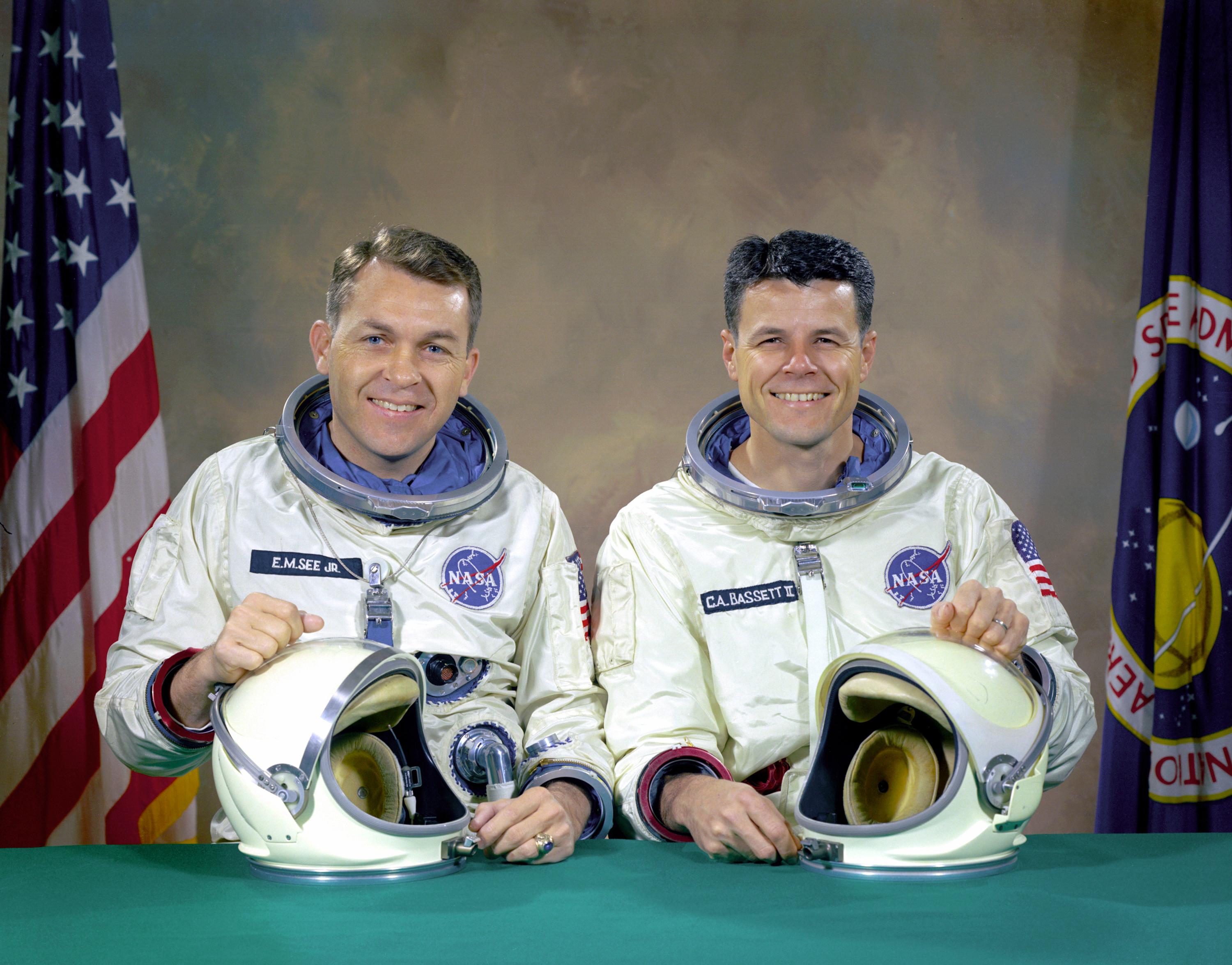
See e Bassett em janeiro de 1966

Em 28 de fevereiro de 1966, See e Bassett voaram da Base Aérea Ellington em Houston para o Aeroporto Internacional de Lambert–St. Louis, acompanhados de seus reservas para a Gemini IX, Thomas Stafford e Eugene Cernan. O objetivo da viagem era para treinarem por duas semanas em um simulador. A tripulação principal voou em um Northrop T-38 Talon, enquanto os reservas estavam em uma aeronave idêntica; See e Stafford estavam no controle de seus respectivos aviões. O clima em St. Louis era ruim, o que forçou uma aproximação por instrumentos. As duas aeronaves perderam a pista em sua primeira tentativa; See continuou com uma aproximação circular visual, enquanto Stafford escolheu seguir o procedimento padrão para uma aproximação perdida. See perdeu a pista de novo em sua segunda tentativa, acionou seus pós-combustores e virou para a direita.
Seu T-38 acabou batendo no Edifício 101 da McDonnell Aircraft, onde as espaçonaves Gemini eram construídas. See foi encontrado no estacionamento ainda preso a seu acento ejetor. Os dois astronautas morreram instantaneamente do trauma da batida, estando a apenas 150 metros de distância da espaçonave que os levaria para o espaço na Gemini IX. Stafford e Cernan conseguiram pousar em segurança e só foram informados do acidente de seus companheiros depois de taxiarem e saírem de sua aeronave.
O astronauta Theodore Freeman tinha morrido dois anos antes em outro acidente com o T-38; sua esposa descobriu sobre a morte por meio de um repórter, assim a NASA estabeleceu procedimentos com o objetivo de impedir situações semelhantes no futuro. Seguindo essas diretrizes, o astronauta John Young pediu para que Marilyn Lovell e Jane Conrad, esposas dos astronautas Jim Lovell e Pete Conrad, fossem para a casa de Marilyn See e garantissem que ela não descobrisse sobre a morte do marido a partir de uma fonte de fora da NASA. As duas correram para lá e inventaram desculpas para a visita inesperada. Young chegou algum tempo depois e informou Marilyn See. Marilyn Lovell em seguida foi até a escola para pegar os filhos de See a fim de garantir que eles não descobrissem sobre a morte do pai pela imprensa.
Um painel investigativo estabelecido pela NASA, chefiado pelo ex-astronauta Alan Shepard, concluiu que a principal causa do acidente foi erro do piloto, resultado de um clima ruim. O painel concluiu que See estava voando muito baixo em sua segunda aproximação, provavelmente devido à baixa visibilidade. See era conhecido como um dos melhores pilotos do corpo de astronautas da NASA, porém Slayton depois expressou suas dúvidas sobre as habilidades de See, dizendo que ele não era agressivo o bastante e tinha voado muito devagar, algo que era "um problema fatal em um avião como o T-38, que rapidamente irá estolar se você ficar abaixo de 270 nós [500 quilômetros por hora]".
See e Bassett foram enterrados próximos um do outro no Cemitério Nacional de Arlington, também próximos do túmulo de Freeman. Os serviços fúnebres de See ocorreram primeiro, seguido pelos de Bassett horas depois. Presentes estavam dezessete astronautas e um grupo de oficiais da NASA. Buzz Aldrin, William Anders e Walter Cunningham voaram a formação missing man em homenagem a See durante o enterro, enquanto James McDivitt, Lovell e a piloto civil Jerrie Cobb fizeram o mesmo para Bassett.

## Legado

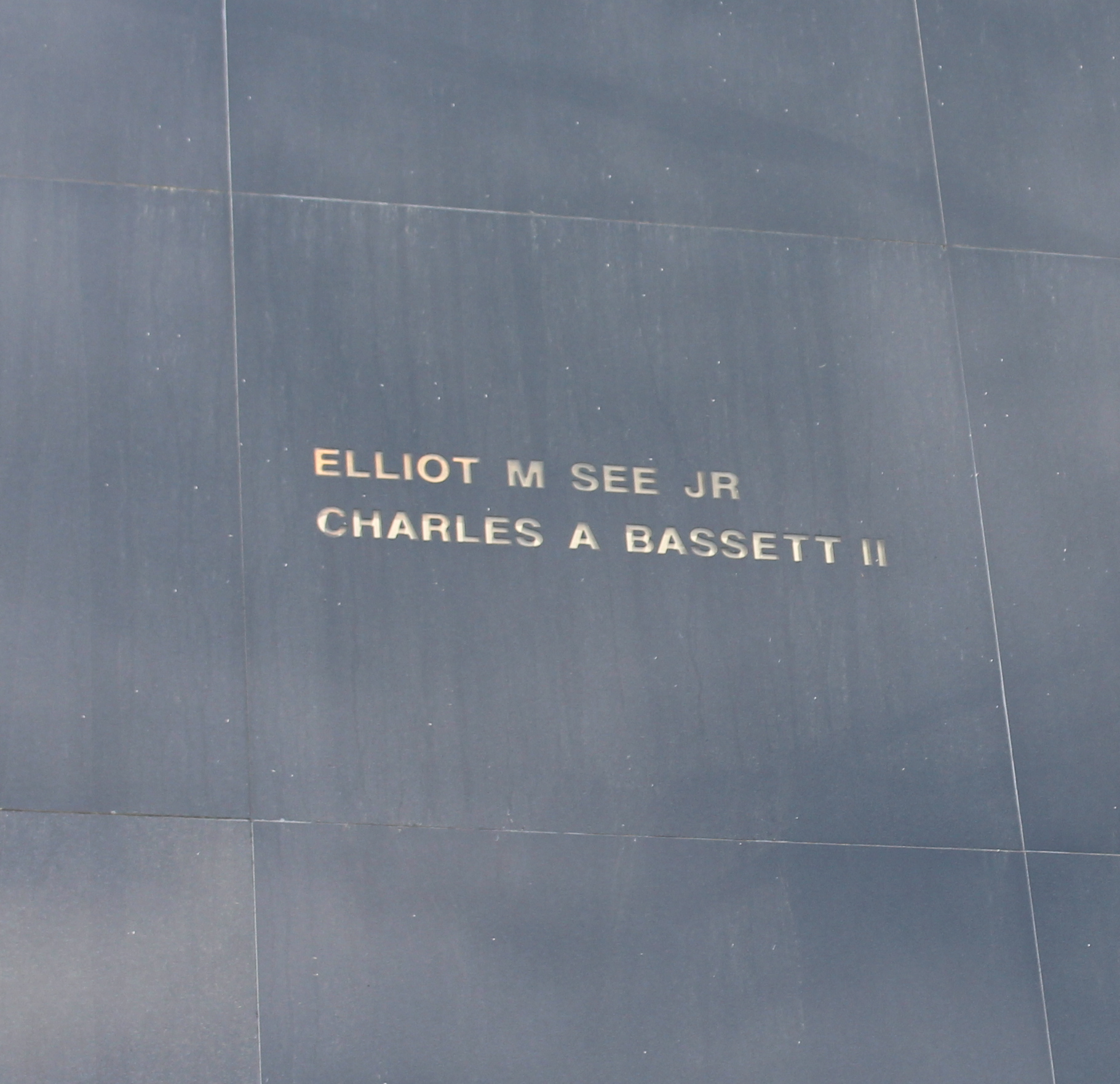
Os nomes de See e Bassett no Memorial do Espelho Espacial

Como consequência da morte dos dois astronautas, Stafford e Cernan foram promovidos para a tripulação principal e voaram na Gemini IX-A em junho. Lovell e Aldrin foram transferidos de reservas da Gemini X para reservas da Gemini IX-A. Essas mudanças de tripulações afetaram designações futuras para o Projeto Gemini e também para o Programa Apollo. Lovell e Aldrin, pela rotação das tripulações, depois voaram na Gemini XII, a última missão do Projeto Gemini, em novembro, algo que não teria sido possível caso tivessem permanecido como reservas da Gemini X. Particularmente para Aldrin, ele seria um candidato improvável para a tripulação da Apollo 11, em julho de 1969, quando se tornou a segunda pessoa a caminhar na superfície da Lua, sem a experiência espacial proporcionada pela Gemini XII.
Marilyn See, depois da morte de seu marido, continuou a viver em Houston, onde trabalhava como repórter em tribunais. O nome de See foi inscrito na placa do Astronauta Caído, deixada na superfície lunar em junho de 1971 pela Apollo 15, ao lado dos nomes de outros astronautas e cosmonautas soviéticos que morreram pela exploração espacial. Seu nome também foi listado no Memorial do Espelho Espacial no Complexo de Visitantes do Centro Espacial Kennedy, inaugurado em 1991, junto com outros astronautas norte-americanos. Ele também foi homenageado pelo Colégio de Highland Park em 2010 como um dos recipientes do seu Prêmio de Ex-Aluno de Destaque.